# Universal Life Church
Universal Life Church (ULC) je nendenominační církev pocházející z Modesto v Kalifornii, USA. Hlavním cílem této organizace je obrana náboženské svobody.

## Historia církve
Zakladatelem tohoto náboženského hnutí byl Kirby J. Hensley, pastor, který byl v mladém věku vysvěcen v jednom z baptistických kostelů. Dlouhá léta sloužil v místních baptistických a letničních kostelích jako kazatel. Založil několik kostelů ve státech Oklahoma a Kalifornie. Ve společenstvích, která znal, mu chybělo místo pro každého, bez ohledu na víru dané osoby. Z tohoto nedostatku se zrodil nápad vytvořit univerzální církev, která by mohla sdružovat lidi všech národností, vyznání a názorů. Toho dosáhl 2. května 1962 ve středně velkém zemědělském městě Modesto v Kalifornii.
Universal Life Church se od samého počátku velmi rychle rozvíjel. V šedesátých a sedmdesátých letech minulého století mnoho lidí chtělo být členy církve, protože existovalo všeobecné přesvědčení, že jako duchovní, oficiálně uznávaní ve všech státech USA, se mohou vyhnout odvodu na frontu ve Vietnamu a také získat daňové úlevy poskytované duchovním. Obě tyto informace se ukázaly jako nepravdivé.
Kirby J. Hensley "se stal jakýmsi lidovým hrdinou mezi mladými". Církev, kterou založil, získávala na popularitě díky četným publikacím o jejím zakladateli v časopisech jako "The Rolling Stones". Již v roce 1974 měla ULC přibližně milion členů. Ve stejném roce federální soudce rozhodl, že církev založená Hensleym je podle prvního dodatku ústavy rovnocenná ostatním církvím a kvalifikuje se k částečnému osvobození od daně.
Kongregace Universal Life Church z Modesta narazila na potíže, když se snažila udržet kontrolu nad následnými subjekty, jak se počet afiliací ULC zvyšoval. Existuje mnoho skupin působících pod názvem ULC, z nichž většina není v praxi propojena. V tomto období se daňový úřad (IRS) stal podezřelým vůči aktivitám zaměřeným na vyhýbání se daňové povinnosti, když konstatoval, že Hensley, ULC z Modesta a kostely spojené pod jeho jménem propagovaly daňové úniky ve svých periodikách. V důsledku toho IRS v roce 1984 odebral status daňové osvobození ULC z Modesta. V následujících 16 letech Hensley a jeho rodina bojovali u soudu s IRS o sporné daňové platby. Případ byl vyřešen v roce 2000, když kongregace z Modesta souhlasila s zaplacením 1,5 milionu dolarů nezaplacených daní.
Do roku 1999 začala ULC nabízet online žádosti o ordinaci. Tiskové zprávy o novinářích a celebritách (např. Adele nebo sir Ian McKellen) ordinuje za účelem předsedání svatebním obřadům pomohly zvýšit popularitu tohoto způsobu žádání o ordinaci. V letech 1962-2008 ULC ordinovala více než 18 milionů lidí po celém světě. Podle interního průzkumu provedeného svatební stránkou The Knot a zveřejněného v Baltimore Sun v roce 2016, 43% párů v USA v roce 2016 si vybralo přítele nebo člena rodiny, aby předsedal jejich svatebnímu obřadu, ve srovnání s 29% v roce 2009.
Po smrti Kirbyho Hensleyho v roce 1999 vedlo organizační rozdělení k vytvoření ULC Monastery (ULCM; nyní se sídlem v Seattlu pod názvem "Universal Life Church Ministries"), které zůstává nepropojeno se skupinou z Modesta. ULCM se formálně oddělilo od ULC v roce 2006 v důsledku finančních, právních a filozofických sporů mezi těmito dvěma orgány a začalo samostatně ordinovat duchovní.

## Doktrína a víry
Církev vytvořená Hensleym je podle jeho záměrů církví pro každého, takže nikomu nenutí specifické víry. Jediná doktrína hlásaná Universal Life Church je: "Čiň to, co je správné." Interpretaci toho, co je správné, církev ponechává svým členům.

Publikace Ministerstva armády Spojených států "Religious Requirements and Practices: A Handbook for Chaplains" shrnula doktríny Universal Life Church následujícím způsobem:
"ULC má jen jedno přesvědčení. Věří v to, co je správné, a v právo každého člověka interpretovat, co je správné. ULC nemá krédo ani autoritativní knihu, jako je Bible. Lidé, kteří se chtějí dozvědět více o církvi, mohou získat její periodikum "Universal Life" a další materiály, které vydává její mezinárodní centrála... ULC je otevřená a přijímá lidi všech náboženství. Je proti pouze těm náboženstvím, která se snaží omezovat náboženskou svobodu. Každý duchovní v ULC může ordinovat nové členy... ULC nemá žádné určené svátky, i když místní shromáždění slaví širokou škálu svátků. Dvakrát ročně, na jaře a na podzim, se konají dvě shromáždění (konvence), při kterých se členové a ministři setkávají k oslavám a k provádění činností."
Podle Lewise Hensley osobně věřil v reinkarnaci, v Ježíše jako člověka a "v opětovné sjednocení všech náboženství a vlád pod praporem Universal Life během třiceti let". Žádné z těchto přesvědčení však nebyly doktrinální pro ULC, která umožňovala členům následovat vlastní doktríny. Příručka pro armádní kaplany USA také poznamenává, že ULC "má velmi volnou strukturu", s těmi, kteří byli ordinováni. Dále poznamenává, že duchovní církve "mohou vykonávat všechny funkce obvykle spojené s duchovenstvem, včetně provádění svateb, pohřbů, atd.", a že "společná modlitba není vyžadována, ale místní shromáždění jsou povinna pořádat pravidelná setkání." ULC nemá žádná zdravotní ani dietetická omezení, ani zvláštní požadavky na pohřby. Ve vztahu k vojenské službě příručka poznamenává, že ULC nemá doktrinální námitky vůči vojenské službě, ale "respektuje individuální názory svých členů".

## Duchovní
Na rozdíl od většiny církví má Universal Life Church více duchovních než věřících. Aby se člověk stal duchovním United Life Church, musí emailem nebo prostřednictvím formuláře na oficiálních webových stránkách požádat o ordinaci v církvi. Žádost je následně osobně posouzena zaměstnanci United Life Church Headquarters. Kladné vyřízení žádosti vede k ordinaci provedené Andre J. Hensleyem - současným předsedou ULC, a k zaslání "Credentials of ministry" - dokumentu potvrzujícího legální ordinaci v církvi, poštou.
Duchovní mají právo ordinovat nové členy ULC, zakládat kongregace přidružené k Universal Life Church Headquarters, vykonávat všechny náboženské obřady na stejných právech jako duchovní jiných církví a také oficiálně uzavírat manželství ve většině států USA  a v několika dalších zemích.
Ordinace není spojena s žádnými náklady, je doživotní a každý duchovní má právo kdykoli se vzdát svého duchovního stavu.

## Věrní
Věrní Universal Life Church nejsou registrováni centrálou Universal Life Church Headquarters, takže jejich celkový počet není znám. Přibližně 30% duchovních ordinovaných ULC používá svou ordinaci k pastoračním účelům. Část z nich zakládá kongregace, které jsou oficiálně uznány ULCHQ. Věrní tedy nejsou přímo sdružováni v ULC, ale v afilovaných kongregacích. Kongregace jsou zakládány po celém světě.

## Právní status
Právní status Universal Life Church zahrnuje sbírku soudních rozhodnutí a prohlášení výkonných orgánů států, která určují, jaká práva má ULC a srovnatelné organizace jako náboženské organizace.
Pokud jde o platnost svěcení pro účely předsedání duchovních obřadům s občanskými důsledky, jako jsou sňatky, jednotlivé státy USA a jiné země, včetně Spojeného království, učinily různá rozhodnutí, někdy založená na tom, zda bylo svěcení získáno osobně nebo prostřednictvím vzdálených médií, jako je pošta, telefon nebo internet. Od roku 2016 mohou všichni vysvěcení ULC provádět sňatky ve Spojených státech a Spojeném království [potřebný zdroj]. Status daňového osvobození organizace a kongregací vytvořených osobami vysvěcenými ULC se rovněž stal spornou otázkou mezi právníky. Americký finanční úřad (IRS) a britský finanční úřad (HMRC) původně zaujaly vůči ULC negativní postoj a někdy se snažily zrušit status daňového osvobození organizace na základě různých teorií s různými výsledky.
Ve věci Universal Life Church Inc. proti Spojeným státům z roku 1964 rozhodl okresní soud Spojených států pro východní okres Kalifornie, že soud nebude "prosazovat ani odsuzovat žádné náboženství, ať už je jakkoli vynikající, fanatické nebo absurdní", protože "takové jednání by narušovalo záruky prvního dodatku...". Všechna následná rozhodnutí byla ve prospěch ULC jakožto zákonné a platné církve. "Příručka pro armádní kaplany USA" uvádí ULC jako uznanou církev.
V 70. letech 20. století IRS zažaloval ULC s argumentem, že ULC nemůže být považována za náboženskou skupinu. IRS odmítl žádost církve o status daňového osvobození v roce 1969 a znovu v roce 1970 s odůvodněním, že církev se angažovala v činnostech mimo náboženské činnosti předpokládané ustanoveními daňového zákoníku pro charitativní organizace podle § 501(c)(3). Po zaplacení daní a úroků za účetní období končící 30. dubna 1969 podala církev žalobu na vrácení a zvítězila ve věci Universal Life Church proti Spojeným státům, s rozhodnutím soudce Jamese F. Battina ve prospěch ULC. Okresní soud shledal, že napadené činnosti typické pro náboženské svazy (ordinace duchovních, přidružování kongregací a udělování čestných doktorátů) nebyly dostatečně podstatným důvodem k odmítnutí daňového osvobození.
Rozhodnutí australského nejvyššího soudu z roku 1983, že náboženství nemusí věřit v Boha, aby bylo právně uznáváno, bylo chápáno jako umožnění činnosti ULC a podobných církví v Austrálii. Následující rok ve Spojených státech IRS znovu odebral církvi status daňového osvobození. Církev podala žádost o deklaratorní rozsudek u Spojených států u soudu pro federální nároky ohledně svého statusu daňového osvobození za roky dotčené případem. Soud pro federální nároky potvrdil rozhodnutí o zrušení daňového osvobození s odůvodněním, že církev nebyla vedena výhradně za účelem osvobození od daně podle I.R.C. § 501(c)(3); poskytovala svým duchovním daňové rady a nekontrolovala činnost přidružených kongregací.
V roce 1997 Soudní odvolací soud Spojených států pro devátý obvod rovněž potvrdil rozhodnutí IRS o zrušení statusu podle § 501(c)(3) proti procesní výzvě týkající se načasování tohoto zrušení. Různé soudní spory byly vyřešeny v roce 2000, kdy církev souhlasila s úhradou 1,5 milionu dolarů nezaplacených daní. V roce 2001 náboženský vědec James R. Lewis napsal, že IRS "vždy podezříval ULC z toho, že je jen daňovým únikem", přičemž poznamenal, že IRS jednou rozhodl, že "kongregace ULC nemohou získat status daňového osvobození, protože neměly formální víry", což bylo zamítnuto federálním soudem, který rozhodl, že "první dodatek zakazuje jakékoli větvi vlády říkat jakékoli církvi, zda musí mít víry nebo ne". Obecně platí, že IRS v některých letech rozhodl, ale v jiných ne, že církev a různé skupiny z ní vzniklé byly osvobozeny od daní, v závislosti na otázkách, jako je podávání ročních prohlášení.
Většina států USA uznává církev jako legální subjekt a rozšiřuje uznání na její duchovní. Ne všechny státy uznávají ULC jako neziskovou organizaci; proto každý duchovní musí samostatně určit svůj právní status. ULC podporuje své duchovní, kteří mají problémy s uznáním ve svém domovském státě nebo zemi.

## Kritika
ULC byl někdy kritizován za svou otevřenost a snadnost ordinace. Někteří lidé, obvykle pro zábavu, podávají žádosti o vysvěcení pro své domácí mazlíčky. ULC se pokoušel omezit vysvěcení zvířat, ale pokud se jméno na žádosti zdá být pravé, žádost bude pravděpodobně schválena. Webová stránka ULC varuje před podvodnými žádostmi o vysvěcení, včetně pokusů o vysvěcení zvířat: "Nikdo není odmítnut kvůli svému jménu, ale musíme chránit integritu našich záznamů před těmi, kteří podvodně podávají žádosti o vysvěcení pro zvířata, obscénní jména atd. Žádost o vysvěcení jménem fiktivní osoby nebo zvířete, nebo podání žádosti jménem osoby bez jejího svolení je podvod a může vést k trestnímu stíhání."